# Михеево (посёлок, Коломенский городской округ)
Михеево — деревня в Коломенском районе Московской области, входит в Акатьевское сельское поселение. Население — 1 чел. (2010).

## Расположение
Деревня Михеево расположена примерно в 7 км к югу от черты города Коломны. Ближайшие населённые пункты — деревни Захаркино, Апраксино и Зиновьево.

## Население
| 2002 | 2006 | 2010 |
| ---- | ---- | ---- |
| 0    | →0   | ↗1   |

## Улицы
В деревне Михеево расположены следующие улицы:
- Береговая
- Дачная
- Лесная
- Луговая
- Овражная
- Парковая
- Полевая
- Родниковская
- Соловьиная
- Флотская
- Цветочная
- Центральная